# Вольфсбург (хокейний клуб)
«Вольфсбург» повна назва «Грізлі Вольфсбург» (нім. Grizzly Wolfsburg) — хокейний клуб з міста Вольфсбург, Німеччина. Заснований у 1975 році, з 2015 року — сучасна назва. Виступає у чемпіонаті Німецької хокейної ліги.

## Історія
Перший крок до організації клубу відбувся 25 жовтня 1964 року, коли гравці-аматори приєдналися до лижного клубу Вольфсбургу, отримавши назву СЕК (нім. Ski- und Eissport-Club).
З 1971 році, команда проводила матчі на ковзанці в курортному містечку Альтенау. 1981 року клуб увійшов до Регіональної ліги, але у клубу відсутній свій стадіон. Через відсутність доходу від домашніх ігор та витрати в 1982 році настало банкрутство.
В листопаді 1983 року, від команди відмовився телевізійний спонсор.
З 1986 ЕХК Вольфсбург очолив новий президент лор-лікар Сібіль. З цього часу починається злет клубу. В сезоні 1988/89 ЕХК Вольфсбург дебютує у другій Бундеслізі. Попри успішні виступи, в сезоні 1993/94 клуб збанкрутів.
Сезон 1998/99 оновлений клуб з Вольфсбурга розпочав з 1 Ліги, дебютував в Німецький хокейній лізі в сезоні 2004/05 років, зайнявши передостаннє місце. В червні 2005 клуб відкликав ліцензію на сезон 2005/06 років розпочавши свій шлях знову з 2 Бундесліги.
З сезону 2007/08 років клуб є постійним учасником НХЛ.
Півфіналіст чемпіонату 2015 року, у серії поступився «Адлер Мангейм» 0:4.
Фіналіст чемпіонату 2016 року, поступився в серії «Ред Буллу» 0:4.

## Досягнення
Володар Кубка Німеччини — 2009.

## Відомі гравці
- Іван Черник
- Петр Кліма
- Марк Селіґер
- Кріс Роглес
- Тай Конклін
- Кевін МакГібней
- Марк Костурік
- Джон Маркелл
- Ян Журек
- Крістоф Ветфельдт
- Тодд Сімон
- Ладіслав Карабін
- Джейсон Улмер
- Джастін Папіно